# Линия Тама (Одакю)
Линия Тама (яп. 小田急多摩線 одакю тама сэн) — железнодорожная линия частного японского железнодорожного оператора Odakyu Electric Railway.  Линия протянулась на 10,6 километров от станции Син-Юригаока в городе Кавасаки префектуры Канагава на юго-запад до станции Каракида в городе Тама префектуры Токио.
Линия служит основным пригородным маршрутом для жителей Tama New Town, самого большого планового города   в Японии. По линии с небольшими промежутками ходят скорые поезда до станции Синдзюку через линию Одавара либо до станции Торидэ в префектуре Ибараки, на противоположной стороне Токио через линию Тиёда.

## История
Первая секция линии от станции Син-Юригаока до станции Одакю-Нагаяма была введена в эксплуатацию 1-го июня 1974 года. 23-го апреля 1975 года был открыт участок до станции Одакю-Тама-Центр. 27-го марта 1990 года была открыта станция Каракида.
Линия была построена как двухпутная, но не могла принять на себя весь поток пассажиров из города Тама. Проблема заключалась в том что на участке линии Одавара, до последнего времени не могли быть добавлены новые пути.
Скорые поезда начали ходить по линии в 2000 году. Это привело к увеличению пассажиропотока и сокращению времени затрачиваемого на дорогу.

## Виды обслуживания
Limited Express(экспресс с ограниченным числом остановок) (яп. 特急 токкю:) (LE)
От станции Синдзюку, только оп вечерам. Поезда типа "Odakyū Romancecar" под названием "Homeway".
Express(Экспресс) (яп. 急行 кю:ко:) (Ex)
Поезда до станций Синдзюку либо Аясэ на линии Тиёда Tokyo Metro. Только в будние дни по утрам.
Tama Express(Экспресс Тама) (яп. 多摩急行 тама кю:ко:) (TE)
Все поезда идут от/до станции Торидэ на линии East Japan Railway Company (JR East) Дзёбан через линию Тиёда.
Section Semi Express(Секционный Полу-Экспресс) (яп. 区間準急 кукан дзюнкю:) (SSE)
Останавливается на всех станциях.
Local(Местный) (яп. 各駅停車 какуэки тэйся) (Lo)
Основной вид обслуживания на линии.

## Станции
| Станция            | Японское название    | Расстояние (км)                                                          | Расстояние (км)                                                          | Расстояние (км)                                                          | Express                                                                  | Tama Express                                                             | Пересадки                                                                 | Расположение                                                             |
| Станция            | Японское название    | Между станциями                                                          | Всего                                                                    | Всего                                                                    | Express                                                                  | Tama Express                                                             | Пересадки                                                                 | Расположение                                                             |
| Станция            | Японское название    | Между станциями                                                          | От Син- Юригаока                                                         | От Синдзюку                                                              | Express                                                                  | Tama Express                                                             | Пересадки                                                                 | Расположение                                                             |
| ------------------ | -------------------- | ------------------------------------------------------------------------ | ------------------------------------------------------------------------ | ------------------------------------------------------------------------ | ------------------------------------------------------------------------ | ------------------------------------------------------------------------ | ------------------------------------------------------------------------- | ------------------------------------------------------------------------ |
| Сквозное движение: | Сквозное движение:   | ● Линия Одавара Синдзюку ● JR East Линия Дзёбан Торидэ челез линию Тиёда | ● Линия Одавара Синдзюку ● JR East Линия Дзёбан Торидэ челез линию Тиёда | ● Линия Одавара Синдзюку ● JR East Линия Дзёбан Торидэ челез линию Тиёда | ● Линия Одавара Синдзюку ● JR East Линия Дзёбан Торидэ челез линию Тиёда | ● Линия Одавара Синдзюку ● JR East Линия Дзёбан Торидэ челез линию Тиёда | ● Линия Одавара Синдзюку ● JR East Линия Дзёбан Торидэ челез линию Тиёда  | ● Линия Одавара Синдзюку ● JR East Линия Дзёбан Торидэ челез линию Тиёда |
| Син-Юригаока*      | 新百合ヶ丘駅         | -                                                                        | 0.0                                                                      | 21.5                                                                     | ●                                                                        | ●                                                                        | Одакю: Линия Одавара (до станций Синдзюку, Одавара)                       | Кавасаки, Канагава                                                       |
| Сацукидай          | 五月台駅             | 1.5                                                                      | 1.5                                                                      | 23.0                                                                     | ｜                                                                       | ｜                                                                       |                                                                           | Кавасаки, Канагава                                                       |
| Курихира           | 栗平駅               | 1.3                                                                      | 2.8                                                                      | 24.3                                                                     | ●                                                                        | ●                                                                        |                                                                           | Кавасаки, Канагава                                                       |
| Курокава           | 黒川駅               | 1.3                                                                      | 4.1                                                                      | 25.6                                                                     | ｜                                                                       | ｜                                                                       |                                                                           | Кавасаки, Канагава                                                       |
| Харухино           | はるひ野駅           | 0.8                                                                      | 4.9                                                                      | 26.4                                                                     | ｜                                                                       | ｜                                                                       |                                                                           | Кавасаки, Канагава                                                       |
| Одакю-Нагаяма*     | 小田急永山駅         | 1.9                                                                      | 6.8                                                                      | 28.3                                                                     | ●                                                                        | ●                                                                        | Кэйо: Линия Сагамихара (Кэйо-Нагаяма）                                    | Тама, Токио                                                              |
| Одакю-Тама-Центр*  | 小田急多摩センター駅 | 2.3                                                                      | 9.1                                                                      | 30.6                                                                     | ●                                                                        | ●                                                                        | Кэйо: Линия Сагамихара (Кэйо-Тама-Центр) Tama Toshi Monorail (Тама-Центр) | Тама, Токио                                                              |
| Каракида*          | 唐木田駅             | 1.5                                                                      | 10.6                                                                     | 32.1                                                                     | ●                                                                        | ●                                                                        |                                                                           | Тама, Токио                                                              |

- Составы типа Romancecar останавливаются на станциях помеченных символом — (*).
- Составы типа Local и section semi-express останавливаются на всех станциях.